# روبرتو مانشيني
روبرتو مانشيني (النطق الإيطالي: ‎[roˈbɛrto manˈtʃiːni]‏؛ مواليد 27 نوفمبر 1964) هو مدرب كرة قدم و‌لاعب كرة قدم إيطالي سابق، والمدرب سابق المنتخب السعودي.
كلاعب، لعب مانشيني كمهاجم عميق ، وكان معروفًا بوقته في سامبدوريا ، حيث لعب أكثر من 550 مباراة، وساعد الفريق على الفوز بأول لقب له في الدوري الإيطالي ، وأربعة ألقاب في كأس إيطاليا ، وكأس أبطال الكؤوس الأوروبية . وقد شارك في 36 مباراة مع إيطاليا ، وشارك في بطولة أمم أوروبا 1988 وكأس العالم لكرة القدم 1990 ، وحقق الدور نصف النهائي في كلتا البطولتين، على الرغم من أنه لم يدخل الملعب أبدًا خلال بطولة 1990. في عام 1997، بعد 15 عامًا في سامبدوريا، غادر مانشيني النادي للانضمام إلى لاتسيو ، حيث فاز بلقب آخر للدوري الإيطالي وكأس أبطال الكؤوس، بالإضافة إلى كأس السوبر الأوروبي ولقبين آخرين في كأس إيطاليا. إلى جانب جيانلويجي بوفون ، فهو اللاعب صاحب أكبر عدد من ألقاب كأس إيطاليا (6).  كلاعب، كان مانشيني يُلقي محاضراتٍ للفريق بين شوطي المباراة . وفي أواخر مسيرته الكروية، أصبح مساعدًا لسفين غوران إريكسون في لاتسيو.
كان أول دور إداري له في فيورنتينا عام 2001، وعمره 36 عامًا فقط، وفاز بلقب كأس إيطاليا. في الموسم التالي، تولى منصب المدير في لاتسيو، حيث قاد النادي إلى لقب كأس إيطاليا آخر. في عام 2004، عُرض على مانشيني وظيفة المدير في إنتر ميلان ، والذي فاز معه بثلاثة ألقاب متتالية في الدوري الإيطالي، وهو رقم قياسي للنادي؛ وتم فصله في عام 2008. بعد غيابه عن كرة القدم لأكثر من عام، عُين مانشيني مديرًا لمانشستر سيتي في ديسمبر 2009. ساعد السيتي على الفوز بكأس الاتحاد الإنجليزي في موسم 2010-2011 ، وهي أول بطولة كبرى للنادي منذ 35 عامًا، وأول لقب دوري لهم منذ 44 عامًا في موسم 2011-2012 . تولى مانشيني مهام الإدارة في نادي جالطة سراي التركي في سبتمبر 2013، وفاز بكأس تركيا في موسمه الوحيد مع النادي، قبل أن يعود إلى إنتر ميلان لمدة عامين آخرين قبل إدارة نادي زينيت الروسي . في عام 2018، تولى مسؤولية المنتخب الإيطالي لكرة القدم بعد فشل الفريق في التأهل لكأس العالم 2018 FIFA . في عام 2021، قاد مانشيني إيطاليا إلى ثاني بطولة أوروبية لها على الإطلاق في يورو 2020. تحت إدارته، لم يُهزم الفريق من أكتوبر 2018 إلى أكتوبر 2021، ويحمل الرقم القياسي العالمي لأكبر عدد من المباريات المتتالية دون هزيمة (37)، لكن إيطاليا فشلت بعد ذلك في الوصول إلى كأس العالم للمرة الثانية على التوالي بعد خسارة مباراة فاصلة أمام مقدونيا الشمالية .
وصل مانشيني إلى الدور نصف النهائي على الأقل في إحدى مسابقات الكأس الوطنية الكبرى في كل موسم تولى فيه منصب المدير الفني، من عام 2002 إلى عام 2014. وهو يحمل عددًا من الأرقام القياسية، بما في ذلك أكبر عدد من نهائيات كأس إيطاليا المتتالية من عام 2004 إلى عام 2008، مع لاتسيو مرة واحدة في عام 2004 ومع إنتر ميلان في المواسم الأربعة التالية.

## النشأة
وُلِد مانشيني في جيسي، إيطاليا ، في 27 نوفمبر 1964، ثم انتقل إلى بلدة روكاداسبيدي الجبلية ، ونشأ على يد ألدو وماريانا مانشيني وشقيقته الصغرى ستيفاني. خدم كصبي مذبح في شبابه.  في عام 2012، قام مانشيني برحلة حج دينية إلى موقع سيدة ميدوغوريي ، وصرح بأنه مؤمن ويصلي بانتظام، "سيكون العالم مكانًا أفضل إذا مارس الجميع فن الصلاة".

## مسيرته الكروية

### سمبدوريا
ظهر مانشيني لأول مرة في الدوري الإيطالي مع بولونيا في عام 1981.  في العام التالي، اشتراه سامبدوريا مقابل 2.2 مليون جنيه إسترليني، ولعب له حتى عام 1997.  مع سامبدوريا، شكل شراكة هجومية ديناميكية مع جيانلوكا فيالي تحت قيادة المدير فويادين بوسكوف ، مما أكسب الثنائي لقب الهدافان التوأمان. فاز مع النادي بلقب الدوري الوحيد في عام 1991، وأربعة ألقاب كأس إيطاليا وكأس أبطال الكؤوس في عام 1990.  كما ظهر في نهائي كأس أوروبا 1991-1992 ضد برشلونة.  في سن 27، جلس مانشيني في لجنة المقابلات التي اختارت سفين جوران إريكسون كمدير. غالبا ما ألقى مانشيني حديث الفريق لسامبدوريا. حضر اجتماعات مجلس الإدارة وكان له رأي في صفقات الانتقالات. في سيرته الذاتية لعام 1995، بعنوان " تحقيق الهدف"، وصف ديفيد بلات اليوم الذي التقى فيه بسامبدوريا في جنوة أثناء لعبه مع باري، وبينما كان يقف في نفق الملعب، أدرك أن مانشيني كان ينظر إليه. كتب بلات: "لم أُعر الأمر اهتمامًا حتى سألني، بكل بساطة، إن كنت سأبقى في باري. سألني صراحةً إن كنت أرغب في الانضمام إلى سامبدوريا. كان مانشيني قد أمضى سنوات في النادي، وكان بمثابة ابن للرئيس باولو مانتوفاني". ظل مانشيني على اتصال به عندما انتقل بلات إلى يوفنتوس، وساعده في النهاية على الانضمام إلى سامبدوريا. في تلك المرحلة، كان مانشيني قد أثبت نفسه كأقوى صوت في غرفة ملابس بلوسيرشياتي.
عندما كان مانشيني مراهقًا في سامبدوريا، لم يكن من النوع الذي يُحب التشكيك في سلطته. بعد انضمام تريفور فرانسيس من مانشستر سيتي عام 1982، شعر مانشيني، البالغ من العمر 18 عامًا، بالضيق من تهديد مركزه، فانتهى به الأمر إلى افتعال شجار مع فرانسيس، البالغ من العمر 28 عامًا، في ملعب التدريب. ووقعت حادثة مماثلة مع ليام برادي، الذي كان يكبره بثماني سنوات. بالإضافة إلى ذلك، يروي خوان سيباستيان فيرون قصة شتمه لمانشيني خلال جدال حول ركلة ركنية خاطئة. بعد المباراة، خلع مانشيني ملابسه حتى الخصر وكان ينتظر لقائه. يقول فيرون: "إنه ليس شخصًا سهلًا، كما تعلمون. لديه شخصية معقدة".

### لاتسيو
مع لاتسيو، فاز مانشيني بلقبه الثاني في الدوري الإيطالي وكأس أبطال الكؤوس، بالإضافة إلى لقبين آخرين في كأس إيطاليا. في موسم 1999-2000 فاز لاتسيو بلقبي الدوري الإيطالي وكأس إيطاليا لكن مانشيني فشل في التسجيل في 20 مباراة وأعلن لاحقًا اعتزاله اللعب. انضم إلى الجهاز الفني للاتسيو كمساعد لسفين غوران إريكسون. في عام 2011 عندما سُئل عن مانشيني قال إريكسون: "أخذته معي إلى لاتسيو وكان يرغب في أن يكون مديرًا حتى وهو لاعب. كان المدرب وكان مسؤول المعدات وكان سائق الحافلة، كل شيء. في سامبدوريا أراد التأكد من أن كل شيء على ما يرام قبل التدريب. في بعض الأحيان كنت أقول له: "مانشيو، لديك مباراة يوم الأحد، ستكون مرهقًا إذا اضطررت إلى السيطرة على كل شيء". لكنه كان كذلك."

### ليستر سيتي
انضم مانشيني إلى ليستر سيتي على سبيل الإعارة في يناير 2001،  وشارك لأول مرة في الدوري الإنجليزي الممتاز ضد آرسنال في سن 36، لكنه فشل في إكمال 90 دقيقة كاملة في مبارياته الخمس مع النادي. في أوائل فبراير، حصل على إجازة، مشيرًا إلى أسباب شخصية. ومع ذلك، اتصل بالنادي في 14 فبراير، وأبلغهم أنه لن يعود إلى إنجلترا؛ فقد عُرضت عليه وظيفة المدرب في فيورنتينا.  وعلى الرغم من ذلك، فإنه يستشهد بوقته في ليستر سيتي باعتباره الفترة التي وقع فيها في حب اللعبة الإنجليزية، والتي دفعته لاحقًا إلى قبول الوظيفة في مانشستر سيتي.

## المسيرة الدولية
على الرغم من نجاحه على مستوى النادي، لم يصبح مانشيني لاعبًا منتظمًا لإيطاليا. على مستوى تحت 21 عامًا، كان مانشيني جزءًا من الفريق الذي وصل إلى الدور نصف النهائي في بطولة أوروبا لكرة القدم تحت 21 عامًا عام 1984 واحتل المركز الثاني في عام 1986. ظهر لأول مرة مع الفريق الأول الدولي في سن 19 عامًا، تحت قيادة إنزو بيرزوت في 26 مايو 1984، في فوز 2-0 خارج أرضه على كندا في تورنتو؛  لعب لاحقًا 36 مباراة دولية، وسجل أربعة أهداف لبلاده.  كان مانشيني لاعبًا أساسيًا في بطولة أوروبا 1988 حيث وصلت إيطاليا إلى الدور نصف النهائي؛  خلال البطولة، سجل هدفًا في مباراة التعادل 1-1 ضد ألمانيا الغربية المضيفة في المباراة الافتتاحية للبطولة يوم 10 يونيو.  كان مانشيني أيضًا عضوًا غير لاعب في تشكيلة المدرب أزيليو فيتشيني التي احتلت المركز الثالث في كأس العالم 1990 على أرضها. وقد تم إبعاده عن الفريق بسبب المنافسة من جيانلوكا فيالي وسالفاتوري سكيلاتشي وأندريا كارنيفالي وروبرتو باجيو.
انتهت مسيرة مانشيني الدولية بعد خلاف مع مدرب المنتخب الوطني أريجو ساكي عندما انزعج مانشيني لأنه لن يضمن مكانًا في التشكيلة الأساسية في كأس العالم 1994. في ظل المنافسة الشرسة مع المهاجمين المبدعين الآخرين على أماكن في التشكيلة الأساسية، مثل جيانفرانكو زولا وجوزيبي سينيوري وروبرتو باجيو ولاحقًا فرانشيسكو توتي وأليساندرو ديل بييرو أعاقت فرصه الدولية، مما أدى إلى ابتعاده الاختياري عن المنتخب الوطني الإيطالي.

## أسلوب اللعب
غالبًا ما يوصف بأنه "خيالي" في وسائل الإعلام الرياضية الإيطالية، كان مانشيني مهاجمًا مبدعًا وموهوبًا من الناحية الفنية، والذي تم إشراكه في كثير من الأحيان كمهاجم داعم إلى جانب المهاجم المركزي، أو في بعض الأحيان، كصانع ألعاب هجومي في خط الوسط الهجومي أو مركز تريكوارتيستا في وقت لاحق من حياته المهنية.  رقم 10 كلاسيكي يتمتع بالإبداع والرؤية، بالإضافة إلى التمرير الدقيق والقدرة على الإنهاء، وكان قادرًا على مساعدة العديد من الأهداف بالإضافة إلى تسجيلها بنفسه، بسبب عينه على التمريرة النهائية؛ كان معروفًا أيضًا بتقنيته الممتازة في الهواء والتوقع، مما مكنه من تنفيذ ضربات طائرة مذهلة. على هذا النحو، كان قادرًا أيضًا على العمل عبر خط المواجهة بالكامل، وتم إشراكه حتى كمهاجم مركزي أو مهاجم خارجي في بعض الأحيان، بسبب حركته وحدسه، على الرغم من أن هذا لم يكن مركزه المفضل، حيث كان في المقام الأول لاعبًا جماعيًا كريمًا يفضل خلق الفرص لزملائه في الفريق على تسجيل الأهداف. تحت قيادة إريكسون تم نشر مانشيني أيضًا في دور حر كجناح أيسر في بعض الأحيان، وخاصة خلال موسم 1999-2000 مع لاتسيو، حيث سُمح له بالنزول إلى الوسط لدعم المهاجم الرئيسي، والانخفاض عميقًا لمساعدة الفريق دفاعيًا.  كان مانشيني لاعبًا أنيقًا وماهرًا، كما اشتهر بموهبته وسيطرته على الكرة وقدرته الفنية ومهاراته في المراوغة بالإضافة إلى تغيير سرعته، على الرغم من أنه ليس سريعًا مثل اللاعبين الآخرين في مركزه؛ علاوة على ذلك، اشتهر بذكائه التكتيكي الذي طوره مع مرور الوقت. وقد برز في كثير من الأحيان بفضل هذه الصفة، بالإضافة إلى شخصيته القوية وصفاته القيادية، مما جعله قائدًا فعالًا لفريقه. كان غالبًا ما يكون له حضور صوتي في الملعب، حيث كان ينظم زملائه في الفريق ويحفزهم بانتظام، بالإضافة إلى مناقشة الخصوم والجدال مع الحكام. كما كان يحظى بتقدير كبير لمعدل عمله الدفاعي بعيدًا عن الكرة، على الرغم من انتقاده في البداية لمساهمته الدفاعية من قبل المدير رينزو أوليفييري في بداية مسيرته.  يُعتبر مانشيني أحد أفضل اللاعبين الإيطاليين في جيله، وأحد أعظم لاعبي الرقم 10 في إيطاليا على الإطلاق. ومع ذلك، وعلى الرغم من قدرته، فقد اتُهم أحيانًا أيضًا بأنه غير متسق في وسائل الإعلام.

## مسيرته التدريبية

### فيورنتينا ولاتسيو
على الرغم من أن مانشيني قد كتب كتيبًا بحثيًا بعنوان "تريكوارتيستا" والذي تناول دور لاعب خط الوسط المهاجم إلا أنه لم يكن قد حصل بعد على شارات التدريب اللازمة ليصبح مدربا. لذلك احتاج إلى إعفاء خاص من سلطات كرة القدم الإيطالية لتولي المنصب في فيورنتينا والذي مُنح في 4 مارس 2001.  كان خارجًا على سبيل الإعارة إلى ليستر سيتي وعاد بعد أربع مباريات لتولي تدريب فيورنتينا  في 26 فبراير 2001. عانى فيورنتينا من مشاكل مالية وكان مانشيني يشارك في بعض الأحيان بنفسه. ووفقًا لمصادر مختلفة،  عمل مانشيني أحيانًا بدون أجر وحتى تلقى تهديدات بالقتل بعد أن اضطر إلى بيع لاعبين رئيسيين مثل روي كوستا وفرانشيسكو تولدو. وعلى الرغم من ذلك، تمكن مانشيني من الفوز بكأس إيطاليا قبل أن يستقيل في 11 يناير 2002،  بعد عشرة أشهر فقط في المنصب، مع وجود فيورنتينا في منطقة الهبوط في الدوري الإيطالي. وفي النهاية هبط فيورنتينا في يونيو 2002.
في 9 مايو 2002، عُيّن مانشيني مدربا لفريق لاتسيو.  وقد قيدته الاعتبارات المالية مرة أخرى، واضطر لبيع لاعبين أساسيين مثل هيرنان كريسبو وأليساندرو نيستا واضطر اللاعبون إلى قبول خفض رواتب بنسبة 80 بالمائة. ومع ذلك، في موسمه الأول مع لاتسيو، احتل النادي المركز الرابع في الدوري الإيطالي، وحصل على التأهل إلى دوري أبطال أوروبا ووصل إلى الدور نصف النهائي من كأس الاتحاد الأوروبي. في 2003-2004 فاز لاتسيو بكأس إيطاليا.  احتل لاتسيو المركز الرابع في عام 2003 والسادس في عام 2004. قبل بداية موسم 2004-2005 انتشرت شائعات في الصحافة الإيطالية تفيد بأن إنتر ميلان قد اتصل بمانشيني لشغل المنصب المدرب الشاغر مؤخرًا في النادي. ثم في يوليو 2004، أطلق لاتسيو سراح مانشيني من عقده  وانضم إلى إنتر.

### انتر
تولى مانشيني المسؤولية في 7 يوليو 2004.  تحت قيادة مانشيني، سرعان ما فاز إنتر ميلان بأول لقب محلي للنادي منذ عام 1989. أصبح إنتر ميلان الفريق المهيمن في إيطاليا. في موسم مانشيني الأول، فاز إنتر ميلان بكأس إيطاليا بفوزه 3-0 على روما في سان سيرو . أنهى إنتر ميلان الدوري الإيطالي 2004-2005 في المركز الثالث ووصل إلى ربع نهائي دوري أبطال أوروبا قبل أن يخرج على يد غريمه المحلي ميلان بنتيجة 3-0 في مجموع المباراتين.
في أغسطس 2005، فاز إنتر ميلان بكأس السوبر الإيطالي 2005 للمرة الثانية في تاريخه بفوزه 1-0 على يوفنتوس. في عام 2006، فاز إنتر ميلان مرة أخرى بكأس إيطاليا وكأس السوبر الإيطالي. في أعقاب فضيحة الكالتشيو بولي، تم تجريد يوفنتوس من لقب الاسكوديتو والذي تم تسليمه إلى إنتر ميلان. حقق إنتر ميلان سلسلة قياسية من 17 انتصارًا متتاليًا في الدوري الإيطالي بدءًا من 25 سبتمبر 2006، بفوزه 4-1 على أرضه على ليفورنو وانتهت في 28 فبراير 2007 بعد تعادله 1-1 على أرضه أمام أودينيزي. استمرت السلسلة لمدة خمسة أشهر تقريبًا وهي من بين الأفضل في تاريخ الدوريات الأوروبية لكرة القدم. فاز إنتر ميلان بلقب الدوري الثاني على التوالي مع تبقي خمس مباريات وخسر مباراة واحدة فقط في الدوري طوال الموسم. أنهى إنتر ميلان الموسم برصيد قياسي بلغ 97 نقطة.
أصبح مانشيني ثالث مدرب في تاريخ إنتر ميلان يفوز بلقب الدوري مرتين متتاليتين بعد ألفريدو فوني (1952-1953 و1953-1954) وهيلينيو هيريرا (1964-1965 و1965-1966). كما تقدم إنتر ميلان إلى كأس إيطاليا وكأس السوبر الإيطالي للموسم الثالث على التوالي لكنه هُزم في كلا النهائيين على يد روما. عانى إنتر ميلان في دوري أبطال أوروبا حيث خرج من دور خروج المغلوب الأول على يد فالنسيا. وفي نهاية المباراة، كان هناك شجار جماعي بين لاعبي الفريقين.  لم يكن مانشيني متورطًا في الحادث، لكن لقطات الكاميرا أظهرته وهو يحاول حجب رؤية الكاميرا قبل أن يُرى وهو يهز كتفيه ويبتعد. استمرت سمعته في النمو حيث أضاف لقب الدوري الإيطالي الثالث على التوالي إلى إنجازاته. قاد مانشيني إنتر ميلان إلى نهائي كأس إيطاليا مرة أخرى لكنه خسر للموسم الثاني على التوالي أمام روما بنتيجة 2-1 في ملعب الأوليمبيكو.
على الرغم من نجاحاته، فإن عدم القدرة على إحراز أي تقدم حقيقي في دوري أبطال أوروبا أغضب مالك إنتر ميلان ماسيمو موراتي. خرج إنتر ميلان من دور خروج المغلوب الأول من دوري أبطال أوروبا على يد ليفربول.  أقيمت مباراة الذهاب في أنفيلد حيث طُرد المدافع ماركو ماتيراتزي في الدقيقة 30. كاد إنتر ميلان أن يصمد من أجل التعادل، لكن هدفين متأخرين في الدقيقتين 85 و90 من قبل ليفربول ألحقا الضرر بآمال إنتر في التقدم. أقيمت مباراة الإياب في سان سيرو ولكن مرة أخرى لم يساعد مانشيني سوء انضباط لاعبيه، حيث طُرد نيكولاس بورديسو في الدقيقة 50 قبل أن يسجل فرناندو توريس لليفربول في الدقيقة 64 ليحسم التعادل 3-0 في مجموع المباراتين.  بعد إقصائه من قبل ليفربول، أراد مانشيني الرحيل بعد الموسم، لكنه غير رأيه في اليوم التالي.
في مارس 2008، وسط شائعات حول إقالته واستبداله بمدرب تشيلسي جوزيه مورينيو في نهاية الموسم، أعلن مانشيني عن نيته التنحي عن منصبه في نهاية موسم 2007-2008 . تراجع عن هذا القرار بعد يوم واحد من اجتماعه مع موراتي. في 29 مايو 2008، أعلن إنتر ميلان رسميًا إقالة مانشيني. برر موراتي الإقالة بالإشارة إلى تعليقات مانشيني بعد هزيمة ليفربول.  تم استبداله بمورينيو.

### الابتعاد عن كرة القدم
ارتبط اسم مانشيني بمنصب مدرب تشيلسي الشاغر في مايو 2008 ثم بنفس الدور في نوتس كاونتي.  في 30 أكتوبر 2009، حصل مانشيني على تعويض عن إقالته من قبل إنتر. تعني تسوية العقد أن مانشيني كان في الواقع غير قابل للتوظيف من قبل أي نادٍ آخر من مايو 2008 إلى أكتوبر 2009. وقد ترددت شائعات بأن مانشيني كان مستحقًا لمكافأة قدرها 16 مليون يورو، ولكن في النهاية، ورد أنه استقر مقابل 5 ملايين يورو.

### مانشستر سيتي

#### 2010-2009
في 19 ديسمبر 2009، تم الكشف علنًا عن تولي مانشيني منصب مدرب مانشستر سيتي بعقد مدته ثلاث سنوات ونصف بعد إقالة مارك هيوز.  مع وجود مالكين إماراتيين أثرياء كانوا على استعداد للاستثمار بكثافة في الفريق، أصبح مانشستر سيتي نادٍ يتوقع النجاح.  بعد تعيينه في منتصف الموسم، كان لوصول مانشيني تأثير فوري على أداء سيتي، مع أربعة انتصارات متتالية.
فاز مانشيني بأول ديربي مانشستر على مانشستر يونايتد 2-1 في مباراة الذهاب بنصف نهائي كأس الدوري.  ومع ذلك، فاز يونايتد في مباراة الإياب 3-1، وأقصي السيتي من المنافسة. في أبريل، انتقل السيتي إلى المركز الرابع في الدوري الإنجليزي الممتاز. ومع ذلك، في 5 مايو، أدت الهزيمة بهدف واحد على أرضه أمام توتنهام هوتسبير إلى فقدان السيتي مكانًا في دوري أبطال أوروبا. أنهى السيتي الموسم في المركز الخامس، وهو أعلى مركز له في الدوري الإنجليزي الممتاز.  كانت هناك تكهنات بأن مانشيني قد يفقد منصبه إذا فشل السيتي في ضمان التأهل لدوري أبطال أوروبا، لكن رئيس مجلس الإدارة خلدون المبارك قدم دعمه لمانشيني.

#### 2011-2010
أنفق مانشيني مبالغ طائلة خلال فترة الانتقالات الصيفية. تعاقد مع المدافع الدولي الألماني جيروم بواتينج من هامبورغ مقابل حوالي 10.64 مليون جنيه إسترليني، والفائز بكأس العالم الإسباني ديفيد سيلفا من فالنسيا مقابل حوالي 24 مليون جنيه إسترليني، ويايا توريه من برشلونة مقابل حوالي 24 مليون جنيه إسترليني وألكسندر كولاروف من لاتسيو مقابل حوالي 16 مليون جنيه إسترليني.  تميز موسم الدوري الإنجليزي الممتاز 2010-2011 بسلسلة من الأداء المتباين. مع فوز 2-0 خارج أرضه على ويجان أثليتيك في 19 سبتمبر 2010، انتقل السيتي إلى المركز الرابع في الدوري ولم يخرج من المراكز الأربعة الأولى خلال بقية الموسم. في أكتوبر ونوفمبر، عانى الفريق من أجل الشكل، مما وضع بعض الضغط على مانشيني، مع انتقاد تكتيكاته على نطاق واسع بعد تعادلين متتاليين 0-0 على أرضه مع مانشستر يونايتد وبرمنغهام سيتي.
مع ذلك، أدى الأداء الجيد الذي قدمه مانشستر سيتي في الأسابيع التي سبقت عيد الميلاد إلى احتلاله المركز الأول في الدوري الإنجليزي الممتاز مرتين خلال فترة عيد الميلاد. في المباريات العشر التي سبقت 15 يناير 2011، فاز مانشستر سيتي سبع مرات وتعادل مرتين وخسر مرة واحدة فقط، ليتقدم نحو المنافسة على اللقب، كما ضمن تأهله إلى دور الـ 32 من الدوري الأوروبي بتصدره المجموعة الأولى. ونتيجةً للأداء القوي الذي قدمه فريقه في الدوري، حصل مانشيني على جائزة أفضل مدرب في الدوري الإنجليزي الممتاز لشهر ديسمبر.
تراجع أداء مانشستر سيتي في الدوري الإنجليزي الممتاز مرة أخرى في العام الجديد، حيث تنافس مانشستر سيتي بشكل مشترك على كأس الاتحاد الإنجليزي والدوري الأوروبي، وأشار مانشيني إلى الإرهاق الذي أدى إلى خسارة الأرض في سباق لقب الدوري. وفي النهاية خرج مانشستر سيتي من الدوري الأوروبي على يد فريق دينامو كييف الأوكراني في مارس، لكن فريقه رد بقوة بالفوز في ثماني مباريات من أصل عشر مباريات تالية، بما في ذلك الفوز في نصف نهائي كأس الاتحاد الإنجليزي في ويمبلي على منافسه المحلي مانشستر يونايتد في أبريل.
الفوز على توتنهام في مايو ضمن لمانشستر سيتي فرصة لعب دوري أبطال أوروبا في الموسم التالي. تبع هذا الفوز فوز سيتي بكأس الاتحاد الإنجليزي بفوزه 1-0 على ستوك سيتي في نهائي نهاية الأسبوع التالي في ويمبلي. يعني الفوز بكأس الاتحاد الإنجليزي هذا أن مانشيني انضم إلى خمسة مدربين آخرين لمانشستر سيتي فازوا بألقاب كبرى، وأنهى أطول فترة جفاف للنادي في تاريخه. وبسبب أدائهم المتأخر، احتل سيتي المركز الثالث في الدوري متقدمًا على أرسنال بعد فوزه 2-0 على بولتون واندررز في اليوم الأخير من الموسم، وبالتالي تجنب الحاجة إلى المشاركة في مباريات جولة فاصلة من أجل التقدم إلى مراحل المجموعات في مسابقة دوري أبطال أوروبا في الموسم التالي. فصل فارق الأهداف فقط سيتي عن تحقيق المركز الثاني على تشيلسي.

#### 2012-2011
كان النادي أكثر هدوءًا في فترة الانتقالات المغلقة مقارنة بالسنوات السابقة، حيث أنفق النادي ما يقرب من 75 مليون جنيه إسترليني أكثر بما يتماشى مع المبالغ المقابلة التي أنفقها منافسيه مانشستر يونايتد وليفربول. تم استخدام 60 مليون جنيه إسترليني من هذا المبلغ لشراء لاعبين: سيرجيو أجويرو مقابل رسوم قياسية للنادي، وسمير نصري من أتلتيكو مدريد وأرسنال على التوالي. ومن بين اللاعبين الآخرين الذين تم شراؤهم خلال الصيف جايل كليشي وستيفان سافيتش بينما انضم أوين هارجريفز في صفقة انتقال مجانية بعد أن أطلق سراحه من مانشستر يونايتد. بدأ السيتي موسم الدوري الإنجليزي الممتاز بقوة كبيرة، حيث فاز في 12 من أول 14 مباراة وسجل 48 هدفًا مثيرًا للإعجاب بينما استقبل 13 هدفًا فقط. تركت هذه النتائج السيتي بلا هزيمة وبفارق خمس نقاط في صدارة الدوري عن مانشستر يونايتد صاحب المركز الثاني بحلول بداية ديسمبر.
فاز إدين دجيكو المتجدد بجائزة أفضل لاعب في الدوري الإنجليزي الممتاز لشهر أغسطس 2011، وفاز ديفيد سيلفا بالجائزة نفسها لشهر سبتمبر 2011. وقد أعجب الكثيرون بتأثير أجويرو ونصري، اللذين منحا السيتي حيوية هجومية مثيرة. كان مانشيني مسؤولاً أيضًا عن إلحاق أسوأ خسارة باليونايتد منذ عام 1955 عندما فاز فريقه السيتي 6-1 خارج أرضه على ملعب أولد ترافورد.  وقد تم اختياره مدرب الشهر في الدوري الإنجليزي الممتاز نتيجة للمستوى القوي للسيتي في شهر أكتوبر. حافظ السيتي على الصدارة في الدوري الإنجليزي الممتاز على مدار الأشهر الخمسة التالية لكنه عانى في دوري أبطال أوروبا في مجموعة ضمت بايرن ميونيخ ونابولي وفياريال. فشل السيتي في التقدم لكنه احتل المركز الثالث في المجموعة برصيد عشر نقاط، وهو ما يكفي عادةً لضمان التأهل إلى مراحل خروج المغلوب.
كانت الخسارة 3-2 أمام مانشستر يونايتد في الدور الثالث من كأس الاتحاد الإنجليزي في 8 يناير 2012 بمثابة مرارة وحلاوة. فقد طُرد فينسنت كومباني من مانشستر سيتي بشكل مثير للجدل في الدقيقة السادسة وتمكن يونايتد من خلق تقدم 3-0 قبل نهاية الشوط الأول ضد فريق سيتي الباهت والمحاصر. ومع ذلك، وبعد العديد من التغييرات التكتيكية من مانشيني في الشوط الأول، خرج مانشستر سيتي يقاتل بعشرة لاعبين، وهي نسخة متجددة من الفريق الذي لعب في الشوط الأول.  قلص هدفان من ألكسندر كولاروف وسيرجيو أغويرو الفارق إلى هدف واحد فقط. كان مانشستر سيتي في صعود واستمر في الضغط من أجل هدف التعادل على الرغم من وجود عشرة لاعبين فقط، لكنه فشل في ذلك مع صافرة النهاية. اعتقد مانشيني لاحقًا أن المباراة كانت لحظة محورية في تطوير فريقه، مما يدل على أن مانشستر سيتي كان فريقًا أفضل من يونايتد. كان يعتقد أن المباراة ساعدت في صقل روح القتال التي كان فريقه يفتقر إليها سابقًا.
كما تقدم السيتي إلى نصف نهائي كأس الدوري محافظًا على سجل مانشيني في الوصول إلى نصف نهائي بطولة كبرى في كل موسم أداره. لعب السيتي ضد ليفربول واستقبل هدفًا خارج أرضه في مباراة الذهاب من ركلة جزاء من ستيفن جيرارد . ذهب السيتي إلى أنفيلد وتقدم مرتين بهدفين من نايجل دي يونج وإيدين دجيكو، لكن ركلة جزاء أخرى من ستيفن جيرارد وهدف من كريج بيلامي تعني فوز ليفربول 3-2 في مجموع المباراتين. في 13 مايو 2012، حسم السيتي لقب الدوري الإنجليزي الممتاز بفوزه 3-2 على كوينز بارك رينجرز بعد أن كان متأخرًا 2-1 في الوقت المحتسب بدل الضائع. أصبح ثاني مدرب إيطالي يفوز بلقب الدوري الإنجليزي الممتاز بعد فريق كارلو أنشيلوتي مع تشيلسي في 2009-2010 .

#### 2013-2012
صرح مانشيني خلال فترة ما قبل الموسم أن هدف مانشستر سيتي على المدى الطويل هو الفوز بدوري أبطال أوروبا. أعلن مانشيني أنه يتصور نشاط انتقالات أقل في الصيف، وكان راضيًا عن مهاجميه.  في 9 يوليو 2012، أعلن سيتي أن روبرتو مانشيني قد وقع عقدًا جديدًا لمدة خمس سنوات، مما يعني أنه سيظل متعاقدًا مع النادي حتى صيف 2017. بدأ سيتي الموسم الجديد بالمشاركة في درع الاتحاد الإنجليزي لكرة القدم لعام 2012 والفوز به ضد تشيلسي الفائز بكأس الاتحاد الإنجليزي لعام 2012 في 12 أغسطس 2012 في فيلا بارك. فاز مانشستر سيتي بنتيجة 3-2 في هذه المناسبة. في 21 نوفمبر 2012، شهدت مباراة مانشستر سيتي ومانشيني التعادل 1-1 على أرضه أمام ريال مدريد خروج مانشستر سيتي ومانشيني من دوري أبطال أوروبا في مرحلة المجموعات للموسم الثاني على التوالي.
في نهاية عام 2012، احتل مانشستر سيتي المركز الثاني في الدوري الإنجليزي الممتاز، بفارق سبع نقاط عن غريمه المحلي مانشستر يونايتد. وعلى النقيض من موسم الدوري 2011-2012، كافح فريق مانشيني لتسجيل أهداف كافية وعانى من بعض النتائج السيئة في النصف الثاني من الموسم، مثل الخسارة 3-1 أمام ساوثهامبتون في 9 فبراير 2013 (والتي وصفها مانشيني بأنها أسوأ أداء خلال فترة توليه المسؤولية في سيتي) والخسارة 2-0 أمام إيفرتون في 16 مارس. أدى ضعف أداء سيتي إلى فوز يونايتد بلقب الدوري الإنجليزي الممتاز في 22 أبريل بفوزه 3-0 على أستون فيلا قبل أربع مباريات من النهاية. في 11 مايو، خسر مانشستر سيتي أمام ويجان أثليتيك 1-0 في نهائي كأس الاتحاد الإنجليزي 2013 ، بهدف متأخر من بن واتسون لاعب ويجان.
في 14 مايو، أُقيل مانشيني من منصبه كمدرب لمانشستر سيتي بعد يومين من خسارة السيتي أمام ويجان في نهائي كأس الاتحاد الإنجليزي. تزايدت التكهنات حول مستقبل مانشيني لعدة أشهر مسبقًا؛ أثار سؤال يتعلق باحتمال تولي مانويل بيليجريني، مدرب مالقة آنذاك منصب مانشيني في فبراير 2013 ردًا بذيء من مانشيني خلال مؤتمر صحفي. أدت انتقادات مانشيني العلنية للغرفة الخلفية وطاقم اللعب، بالإضافة إلى علاقاته البعيدة، إلى نفور اللاعبين وتسلسل هرمي في النادي خلال الأشهر الثمانية الأخيرة من ولايته. عند إقالة مانشيني، أشار النادي إلى الحاجة إلى نهج "أكثر شمولية" لمستقبل النادي على المدى الطويل، أي مدير متحمس لتطوير اللاعبين على مستوى الشباب لإنشاء "نادي كرة قدم من منزل واحد"، حيث كان سيتي يتطلع إلى افتتاح أكاديمية الشباب الجديدة بقيمة 100 مليون جنيه إسترليني في حرم الاتحاد في عام 2014. مع مانشستر سيتي، حقق مانشيني رابع أفضل نسبة فوز في تاريخ الدوري الإنجليزي الممتاز، خلف جوزيه مورينيو وأليكس فيرجسون وكارلو أنشيلوتي فقط.
بعد أسبوع من إقالته، نشر مانشيني إعلانًا على صفحة كاملة في صحيفة مانشستر إيفنينج نيوز ليقول وداعًا ويشكر جماهير النادي - وهو الفعل الذي رد عليه مشجعو مانشستر سيتي في صحيفة جازيتا ديلو سبورت.

### غلطة سراي
في 30 سبتمبر 2013، وقع مانشيني عقدًا لمدة ثلاث سنوات مع نادي جالطة سراي التركي خلفًا للمدرب السابق فاتح تيريم الذي رحل لتولي تدريب المنتخب التركي. في أول مباراة له مع الفريق، في 2 أكتوبر ضد يوفنتوس في دوري أبطال أوروبا 2013-14 تعادل جالطة سراي 2-2 بهدف التعادل في وقت متأخر. بعد فوز مقنع 3-1 على أرضه ضد كوبنهاجن في نفس المسابقة، هزم فريق جالطة سراي هذه المرة حامل اللقب يوفنتوس 1-0 في الجولة السادسة الحاسمة ليتقدم إلى دور الستة عشر من البطولة، وهو إنجاز لم يتمكن من تحقيقه مع مانشستر سيتي على مدار موسمين. التقى جالطة سراي بتشيلسي وخرج على الرغم من تعادله في مباراة الذهاب 1-1.
تحت قيادة مانشيني، فاز جالطة سراي بأول 12 مباراة على أرضه في الدوري التركي الممتاز 2013-2014 بما في ذلك الفوز 6-0 على بورصا سبور، وهو أعلى فارق فوز في الدوري اعتبارًا من الأسبوع العشرين. في 7 مايو، فاز جالطة سراي 1-0 على إسكيشهير سبور في نهائي كأس تركيا 2014 بهدف متأخر من ويسلي شنايدر. في 11 يونيو، غادر مانشيني النادي بالتراضي. وقد أفاد رئيس النادي والمتحدث الرسمي أن سياسة انتقالات النادي والميزانية الإجمالية للموسم المقبل كانت السبب وراء النزاع. وقد أكد ذلك أيضًا مانشيني، الذي صرح: "عندما قبلت منصب التدريب، كانت أهداف جالطة سراي مختلفة".

### العودة إلى إنتر ميلان
في 14 نوفمبر 2014، وافق مانشيني على العودة المفاجئة إلى ناديه السابق إنتر ميلان، ليحل محل والتر ماتزاري على رأس النيراتزوري . في أول مباراة له في المسؤولية ضد منافسه إيه سي ميلان في ديربي ديلا مادونينا، والتي انتهت بالتعادل 1-1، وسجل هدف النادي جويل أوبي . في 27 نوفمبر 2014، عيد ميلاد مانشيني الخمسين، لعب إنتر أول مباراة أوروبية في فترته الثانية، بفوزه 2-1 على أرضه على دنيبرو دنيبروبيتروفسك ليؤكد أن إنتر سيتصدر المجموعة مع تبقي مباراة.
في 8 أغسطس 2016، غادر مانشيني إنتر ميلان باتفاق متبادل.

### زينيت سانت بطرسبرغ
في 1 يونيو 2017، تم تعيين مانشيني مدربا لنادي زينيت سانت بطرسبرغ.  في 13 مايو 2018، أنهى مانشيني عقده بالتراضي.

### منتخب إيطاليا
تولى مانشيني منصب المدير الفني للمنتخب الإيطالي خلفًا للمدرب المؤقت لويجي دي بياجيو في 14 مايو 2018. ووقع عقدًا قائمًا على الحوافز، والذي سيستمر حتى عام 2020، ويمتد تلقائيًا إلى عام 2022 إذا تأهلت إيطاليا إلى يورو 2020. إيطاليا فشلت في التأهل لكأس العالم 2018 تحت قيادة جيان بييرو فينتورا بعد هزيمة في الملحق قبل ستة أشهر، وهي المرة الأولى التي غابوا فيها عن كأس العالم منذ كأس العالم 1958 وبطولة كبرى منذ يورو 1992.
لقد شكل مانشيني المنتخب الوطني بشكل مختلف. ثلاثة من مساعديه، ألبريكو إيفاني وأتيليو لومباردو وفاوستو سالسانو، لعبوا بنجاح معه في سامبدوريا في التسعينيات، بالإضافة إلى جيانلوكا فيالي. انضم فيالي كرئيس للوفد في أكتوبر 2019 بعد محاربة سرطان البنكرياس. لم يتضمن فريق مانشيني لاعبين فقط من الفرق الكبيرة المتمركزة في ميلانو أو روما أو تورينو. من بين 26 لاعبًا، لم ينشأ أحد في المدن الكبرى. جاء نصفهم من قرى يقل عدد سكانها عن 10000 نسمة: 10 من شمال إيطاليا، و7 من الوسط، و9 من الجنوب.
في 28 مايو 2018، قاد مانشيني أول مباراة له مع إيطاليا، والتي انتهت بفوز إيطاليا 2-1 في مباراة ودية على المملكة العربية السعودية. في 12 أكتوبر 2019، تأهلت إيطاليا إلى يورو 2020 قبل ثلاث مباريات من النهاية بعد فوزها 2-0 على أرضها على اليونان. في 15 أكتوبر، بفوزها خارج أرضها على ليختنشتاين بنتيجة 5-0، فازت إيطاليا بمباراتها التاسعة على التوالي تحت قيادة مانشيني، مساويةً الرقم القياسي الذي حققه فيتوريو بوتزو بين عامي 1938 و1939.  فازت إيطاليا بجميع مبارياتها في تصفيات يورو 2020 في المجموعة 10، وحققت رقمًا قياسيًا غير مسبوق بلغ 10 انتصارات في عام تقويمي واحد في عام 2019. في مايو 2021، تم تمديد عقد مانشيني مع المنتخب الإيطالي حتى يونيو 2026.
في يونيو 2021، كانت إيطاليا الفريق الوحيد في بطولة يورو 2020 الذي فاز بجميع مباريات دور المجموعات الثلاث دون أن يستقبل أي هدف؛ كان لدى إيطاليا أفضل فارق أهداف، وأكبر عدد من التسديدات، وأكبر عدد من التمريرات البينية في البطولة. في 26 يونيو 2021، بفوزها 2-1 على النمسا، قاد مانشيني إيطاليا إلى سلسلة قياسية من 31 مباراة دون هزيمة، متجاوزًا سلسلة 30 مباراة التي حققها بوتزو. في 11 يوليو، قاد مانشيني إيطاليا إلى فوز 3-2 بركلات الترجيح على إنجلترا في نهائي البطولة في ويمبلي، بعد التعادل 1-1 بعد الوقت الإضافي؛ كان هذا هو لقب بطولة أوروبا الثاني لإيطاليا بعد عام 1968. في 5 سبتمبر 2021، قاد مانشيني إيطاليا إلى مباراتها رقم 36 دون هزيمة، متجاوزًا الرقم القياسي العالمي البالغ 35 مباراة والذي سجلته البرازيل وإسبانيا. امتدت السلسلة الخالية من الهزائم إلى 37 مباراة بعد ثلاثة أيام بفوزها 5-0 على أرضها على ليتوانيا،  لكن السلسلة انتهت في الشهر التالي بخسارة 2-1 على أرضها أمام إسبانيا في نصف نهائي دوري الأمم الأوروبية 2020-21. في 10 أكتوبر، فازت إيطاليا بالميدالية البرونزية لدوري الأمم الأوروبية 2020-21 بعد فوزها 2-1 على أرضها على بلجيكا. احتل مانشيني المركز الثاني في جائزة أفضل مدرب للرجال من الفيفا لعام 2021، خلف الفائز توماس توخيل.
في 24 مارس 2022، خسرت إيطاليا 1-0 على أرضها أمام مقدونيا الشمالية خلال الدور نصف النهائي من تصفيات كأس العالم 2022، وفشلت في التأهل لكأس العالم لكرة القدم 2022، وغابت عن البطولة للمرة الثانية على التوالي في تاريخها. في 1 يونيو، هُزمت إيطاليا 3-0 في ملعب ويمبلي على يد الأرجنتين، بطلة كوبا أمريكا، في نهائي 2022.
في 13 أغسطس 2023، تم تأكيد استقالة مانشيني من المنتخب الوطني.

### منتخب السعودية
تم تعيين مانشيني مدربًا للمنتخب السعودي في 27 أغسطس 2023 بعقد يمتد حتى عام 2027، وقاد الصقور الخضراء حتى مرحلة خروج المغلوب في كأس آسيا 2023، حيث خسروا أمام كوريا الجنوبية 4-2 بركلات الترجيح في دور الـ16.
في 24 أكتوبر 2024، توصل مانشيني إلى اتفاق مشترك مع الاتحاد السعودي لكرة القدم لإنهاء عقده كمدير فني للمنتخب الوطني، بعد النتائج المخيبة للآمال خلال تصفيات كأس العالم 2026 بعد التعادل مع منتخبات منخفضة التصنيف مثل البحرين وإندونيسيا.
رحلة مانشيني مع المنتخب السعودي كانت سمتها الرئيسية هي سوء الاختيارات، لا سيما فيما يتعلق بنجوم الأخضر. المثال الأبرز على تلك الاختيارات، كان سلمان الفرج الذي استبعده المدرب مانشيني من اختياراته بشكل مستمر. الفرج لم يكن الوحيد، حيث استبعد مانشيني عدة لاعبين، على غرار سلطان الغنام ونواف العقيدي وياسر الشهراني. تلك الاختيارات جعلت المنتخب السعودي منقوصًا من بعض عناصر الخبرة، وكذلك من بعض البدائل القادرة على إيجاد الحلول وحل المشكلات.
حتى النجوم الذين كان مانشيني يستدعيهم بشكل مستمر، عانوا من توظيفه الخاطئ لهم في أرضية الملعب. أكثر من عانوا من هذا التوظيف، سالم الدوسري الذي فقد بريقه تمامًا تحت قيادة مانشيني. مانشيني منح الدوسري، أدوارًا دفاعية زائدة، كما ألزمه بالدخول للعمق بشكل أكبر، على عكس ما اعتاد اللاعب عليه طوال مسيرته. فراس البريكان عانى أيضًا من نفس ما عانى منه سالم الدوسري مع مانشيني، وكذلك صالح الشهري الذي لم يجد له مقعدًا أساسيًا.
لم يتوقف الأمر على الجانب الفني، بل إن مشكلة مانشيني الأكبر، كانت سوء تعامله مع اللاعبين على المستوى الإنساني. مانشيني كان يرفض ركوب الحافلة مع اللاعبين، بحسب ما كشفت عنه تقارير صحفية، وهو ما ساهم في المزيد من الجفاء بينه وبينهم. بل إن مانشيني كان يهاجم اللاعبين علنًا، ويتهمهم بالتمرد، كما فعل مع سلمان الفرج وسلطان الغنام ونواف العقيدي. وبحسب تصريحات سابقة لعدة لاعبين، على غرار سلمان الفرج وعلي مجرشي، فإن مانشيني كان يتعامل مع اللاعبين بقلة احترام، ويتجاهل السلام عليهم.
ما زاد الطين بلة، حالة التحفظ الغريبة التي كان مانشيني يدخل بها المباريات التي يخوضها المنتخب السعودي في التصفيات. وألزم مانشيني، سالم الدوسري وفراس البريكان بأدوار دفاعية، فقتل قدرة الثنائي على صناعة الفارق في الخط الأمامي. ولم يفرق مانشيني بين مباراة يخوضها على أرضه وبين جماهيره، وأخرى يخوضها خارج الديار، وبين منافس قوي أو ضعيف. تلك الحالة من التحفظ انتهت بتسجيل 3 أهداف في 6 ساعات كاملة، بمعدل هدف كل ساعتين. ومن بين الأهداف الثلاثة، سجل المدافع حسن كادش في مباراة الصين، الهدف الثاني كان في الوقت بدل الضائع.
هذه الندرة الهجومية كان لا بد وأن تنبئ عن صلابة دفاعية، ولكن هذا لم يحدث على الإطلاق. واستقبلت شباك المنتخب السعودي، أهدافًا في 3 مباريات من أصل 4، وذلك بواقع 4 أهداف، منها 3 على ملعبه. وانتهت رحلة مانشيني في أكتوبر 2024، بعد 4 جولات، لم يحصد فيها منتخب السعودية سوى 5 نقاط من أصل 12.

## أسلوب التدريب
على الرغم من كونه مهاجمًا داعمًا خلال مسيرته الكروية، إلا أن مانشيني يُولي أهمية كبيرة لبناء الهجمات من الخلف، مُشددًا على أهمية عدم استقبال أي هدف، مما يعني أن الفريق سيحظى دائمًا بفرصة الفوز، بل ذهب إلى حد القول: "أحب الفوز بنتيجة 1-0. عندما لا تستقبل أي هدف ولديك لاعبون مثل إدين دجيكو أو كارلوس تيفيز أو ديفيد سيلفا، فإنك تفوز بنسبة 90%. أفضل أن نكون مُملين لمباراتين أو ثلاث ونفوز بنتيجة 1-0. إذا شاهدت فرقًا فازت بالألقاب، فستجد أنها استقبلت عددًا قليلًا جدًا من الأهداف". على الرغم من ذلك، يُجادل البعض بأن مانشيني هو مُدرب "الدفاع أولاً" أكثر من مُدرب "الفوز أولاً"، وهو أسلوب انتقده البعض في وسائل الإعلام البريطانية. أقر آخرون بأن نهجه العملي والحذر هو ما يفتقر إليه الفريق، وأن أسلوب مانشيني سيضمن قدرة السيتي على المُنافسة على الألقاب بانتظام.
في مانشستر سيتي، ورث مانشيني فريقًا من مارك هيوز، والذي على الرغم من إظهاره غزارة كبيرة وإمكانات أمام المرمى، إلا أنه كان لديه دفاع غير آمن. مكّنه التدريب المكثف لدفاعه من الحصول على بداية إيجابية لفترة ولايته في السيتي. في موسم إنتر ميلان الفائز بالدوري الإيطالي 2007-2008، استقبل إنتر ميلان أقل عدد من الأهداف في الدوري برصيد 26 هدفًا، أي أقل بـ 11 هدفًا من يوفنتوس وروما، وفي السيتي، اكتسب فريقه تدريجيًا سمعة بأنه منظم جيدًا دفاعيًا ويصعب اختراقه. في أول موسم كامل لمانشيني في المسؤولية في السيتي، استقبلوا 33 هدفًا في الدوري الإنجليزي الممتاز، وهو أقل عدد إلى جانب تشيلسي و18 شباك نظيفة، وهو الأعلى في موسم الدوري الإنجليزي الممتاز 2010-2011.
تعرضت أساليب مانشيني التدريبية لانتقادات من بعض لاعبي مانشستر سيتي، وخاصة من قبل مدرب اللياقة البدنية السابق لمانشستر سيتي ريموند فيرهيجن، وهو مدرب لياقة بدنية شخصي لكريج بيلامي.  خلال فترة وجوده في سيتي، حاول مانشيني فرض سلطته على اللاعبين المتمردين الذين لم يكونوا يؤدون بشكل جيد وصرح: "إذا لم يكن اللاعب الكبير سعيدًا، فمن الأفضل أن يرحل".
من المعروف أن مانشيني يستخدم وسائل الإعلام لتخفيف الضغط عن لاعبيه. بعد هزيمة السيتي أمام أرسنال في موسم 2011-12، تم تحديد عجز قدره ثماني نقاط بين الغريمين مانشستر يونايتد مع بقاء ست مباريات فقط للعب. بعد مباراة أرسنال، اعتقد أن العجز يمكن تعويضه. ومع ذلك، فاز السيتي بالمباراة التالية بشكل مقنع ضد وست بروميتش ألبيون 4-0، ولكن منذ ذلك الحين أكد مانشيني في المقابلات بعد المباراة أن سباق اللقب قد انتهى. فاز السيتي بالمباريات الثلاث التالية، مما يعني أن الفوز على مانشستر يونايتد سيضعهم في صدارة الدوري بفارق الأهداف. فاز السيتي على يونايتد 1-0، مع اعتراف مانشيني بأن سباق اللقب قد عاد ولكن يونايتد كان المرشح الأوفر حظًا مع بقاء مباراتين للعب. نجح نهج مانشيني غير التقليدي، وفاز السيتي بالدوري بفارق الأهداف برصيد 89 نقطة بعد ستة انتصارات متتالية في الدوري في آخر ست مباريات. اعتقد لاعبو مانشيني أن أسلوبه خفف الضغط وساعد السيتي على الفوز بمبارياته الست الأخيرة في الدوري، والتي فازوا فيها باللقب بفارق الأهداف. صرح مانشيني بعد ذلك أنه كان يعتقد دائمًا شخصيًا أن السيتي يمكنه الفوز باللقب، لكنه أراد من لاعبيه إثبات قدرتهم على ذلك على الرغم من تصريحاته العامة التي تشير إلى خلاف ذلك.
خلال الفترة التي درب فيها منتخب إيطاليا، استخدم مانشيني غالبًا تشكيل 4-3-3، وطور بدلاً من ذلك سمعة لإنشاء "آلة فوز" مع لعب كرة قدم أكثر جاذبية وهجومية مع التركيز بشكل أكبر على الاستحواذ. سجل الفريق رقمًا قياسيًا بلغ سبعة وثلاثين هدفًا في مباريات تصفيات يورو 2020، وفاز بجميع مبارياته العشر. سجلوا بعد ذلك ثلاثة أهداف دون أن يستقبلوا أي هدف ضد تركيا في المباراة الافتتاحية ليورو 2020، وهي المرة الأولى التي يسجلون فيها ثلاثة أهداف في مباراة ببطولة أوروبا؛ كما كرروا هذه النتيجة في فوز مباراة المجموعة التالية ضد سويسرا. واصل الفريق تسجيل 13 هدفًا في المجموع خلال البطولة النهائية (وهو رقم قياسي لإيطاليا في بطولة كبرى) في طريقه إلى الفوز باللقب دون هزيمة. كما عُرف عنه منحه الفرص للاعبين الشباب، حيث تم استدعاء نيكولو زانيولو وساندرو تونالي للمنتخب الوطني حتى قبل ظهورهما لأول مرة في الدوري الإيطالي. كما تم استدعاء لاعبين شباب واعدين مثل نيكولو باريلا وفيديريكو كييزا ومويس كين تحت قيادته. بنى مانشيني على عمل ماوريتسيو فيسيدي على مستوى الشباب وماوريتسيو ساري وروبرتو دي زيربي وجيان بييرو جاسبريني في الدوري الإيطالي، باستخدام التمرير السلس في الاستحواذ - المبني حول طريقة لعب ثلاثي خط الوسط ماركو فيراتي وجورجينيو وباريلا - والضغط النشط والضغط المضاد خارج الاستحواذ.

## الجدل
أثير جدل كبير حول مباراة إيطاليا في تصفيات بطولة أمم أوروبا 2016، التي أقيمت في 28 مارس 2015 ضد بلغاريا، حيث استدعى مدرب إيطاليا أنطونيو كونتي اللاعبين البرازيلي المولد إيدير والأرجنتيني المولد فرانكو فاسكيز. يحمل كلا اللاعبين الجنسية الإيطالية، نظرًا لأصولهما الإيطالية، مما يسمح لهما باللعب مع المنتخب الإيطالي. وفي حديثه خلال اجتماع رابطة الدوري الإيطالي في 23 مارس 2015، قال مانشيني: "يجب أن يكون المنتخب الإيطالي إيطاليًا. يستحق اللاعب الإيطالي اللعب للمنتخب الوطني، بينما لا أعتقد أن من لم يولد في إيطاليا يستحق ذلك، حتى لو كان لديه أقارب". ورد كونتي على استخدام اللاعبين المولودين في الخارج: "إذا سُمح لماورو كامورانيزي [المولود في الأرجنتين] بمساعدة إيطاليا في الفوز بكأس العالم 2006، فلماذا لا يستطيع إيدير وفرانكو فاسكيز قيادة الأزوري إلى المجد في بطولة أوروبا العام المقبل" ؟
بعد مشادة كلامية حادة بين مانشيني ومدرب نابولي ماوريتسيو ساري في الدقائق الأخيرة من مباراة كأس إيطاليا في 20 يناير 2016، اتهم مانشيني ساري بأنه معادٍ للمثليين. رد ساري على الاتهامات مؤكدًا أنه ليس معادًا للمثليين، وأن "ما يحدث في الملعب يبقى في الملعب". ونتيجة لذلك، غُرِّم ساري 20 ألف يورو وأُوقف عن اللعب في مباراتين في كأس إيطاليا من قبل رابطة الدوري الإيطالي بسبب "توجيهه ألفاظًا مسيئة للغاية لمدرب الفريق المنافس".
بعد خسارة إنتر ميلان 3-0 في مباراة ديربي بالدوري الإيطالي أمام إيه سي ميلان في 31 يناير 2016، أهان مانشيني الحكام بغضب وأشار بإصبعه الأوسط لبعض مشجعي الروسونيري الذين كانوا يسبونه.  ونتيجة لذلك تم إيقافه عن المباراة التالية. كما حصل مانشيني على جائزة التابير الذهبي من قبل محطة ستريسيا لا نوتيزيا التلفزيونية لسوء سلوكه.  خلال المقابلات التي أجريت بعد المباراة في نفس المباراة، رد بقسوة ووقاحة على الصحفية ميكايلا كالكاجنو، ملقيًا عليها باللوم لطرحها أسئلة سخيفة ("هذا هراء، هيا، هيا") وإثارة الجدل ("إذا كنت بحاجة إلى طرح أسئلة علي لإثارة الجدل، فلنفعل ذلك"). وفي وقت لاحق، اعتذر عن تلك التعبيرات، وأرسل باقة من الزهور إلى كالكاجنو.
تعرض مانشيني لانتقادات شديدة بسبب سلوكه خلال مباراة السعودية ضد كوريا الجنوبية في دور الـ 16 من كأس آسيا 2023. وبينما كانت المباراة تتجه إلى ركلات الترجيح، شوهد مانشيني وهو يسير في النفق بعد أن أهدر عبد الرحمن غريب ركلة الترجيح الثانية للسعودية. استدار مانشيني وتوجه إلى غرفة الملابس دون أن يشاهد هوانغ هي تشان يسدد الركلة الحاسمة التي شهدت خسارة السعودية 2-4 بركلات الترجيح. واعتذر لاحقًا في المؤتمر الصحفي بعد المباراة: "أعتذر [عن المغادرة مبكرًا]، ظننت أن الأمر قد انتهى. لم أرغب في عدم احترام أي شخص. أريد أن أشكر جميع لاعبي فريقي على ما فعلوه. إنهم يتحسنون كثيرًا" .

## الحياة الشخصية
مانشيني متزوج من فيديريكا موريللي، على الرغم من أن التقارير في عام 2015 ذكرت أنهما كانا في طور الانفصال. للزوجين ولدان وابنة، فيليبو وأندريا وكاميلا،  الذين لعبوا في صفوف قطاع الشباب في إنتر ميلان، حيث لعب فيليبو عشر دقائق في مباراة كأس إيطاليا. كان فيليبو وأندريا في وقت ما جزءًا من فريق شباب مانشستر سيتي تحت 21 عامًا. تدرب فيليبو مع فريق الشباب/الاحتياط بالنادي لعدة أشهر خلال موسم 2007-2008 قبل تعيين روبرتو مديرًا لمانشستر سيتي، بينما وقع أندريا من قبل والده لفريق التطوير النخبوي في نوفمبر 2010 بعد تسريحه من بولونيا. تم تسريح أندريا في نهاية موسم 2011-2012.
قُدِّرت ثروة مانشيني الشخصية بنحو 19 مليون جنيه إسترليني في عام 2011. وقد مازح مانشيني بشأن مشاهدة المسلسل التلفزيوني " شارع التتويج" للمساعدة في تحسين لغته الإنجليزية.  وقد حافظ مانشيني على تقليد ارتداء وشاح بألوان ناديه.

## إحصائيات

### الأندية
| النادي             | موسم          | الدوري                   | الدوري    | الدوري  | الكأس الوطنية | الكأس الوطنية | قارية     | قارية   | المجموع   | المجموع |
| النادي             | موسم          | قسم                      | التطبيقات | الأهداف | التطبيقات     | الأهداف       | التطبيقات | الأهداف | التطبيقات | الأهداف |
| ------------------ | ------------- | ------------------------ | --------- | ------- | ------------- | ------------- | --------- | ------- | --------- | ------- |
| بولونيا            | 1981–82       | الدوري الإيطالي          | 30        | 9       | 1             | 0             | —         | —       | 31        | 9       |
| سامبدوريا          | 1982–83       | الدوري الإيطالي          | 22        | 4       | 5             | 1             | —         | —       | 27        | 5       |
| سامبدوريا          | 1983–84       | الدوري الإيطالي          | 30        | 8       | 8             | 2             | —         | —       | 38        | 10      |
| سامبدوريا          | 1984–85       | الدوري الإيطالي          | 24        | 3       | 11            | 3             | —         | —       | 35        | 6       |
| سامبدوريا          | 1985–86       | الدوري الإيطالي          | 23        | 6       | 11            | 4             | 4         | 2       | 38        | 12      |
| سامبدوريا          | 1986–87       | الدوري الإيطالي          | 26        | 6       | 5             | 0             | —         | —       | 31        | 6       |
| سامبدوريا          | 1987–88       | الدوري الإيطالي          | 30        | 5       | 13            | 3             | —         | —       | 43        | 8       |
| سامبدوريا          | 1988–89       | الدوري الإيطالي          | 29        | 9       | 11            | 5             | 8         | 0       | 48        | 14      |
| سامبدوريا          | 1989–90       | الدوري الإيطالي          | 31        | 11      | 4             | 2             | 9         | 2       | 44        | 15      |
| سامبدوريا          | 1990–91       | الدوري الإيطالي          | 30        | 12      | 10            | 2             | 7         | 2       | 47        | 16      |
| سامبدوريا          | 1991–92       | الدوري الإيطالي          | 29        | 6       | 7             | 3             | 9         | 4       | 45        | 13      |
| سامبدوريا          | 1992–93       | الدوري الإيطالي          | 30        | 15      | 2             | 0             | —         | —       | 32        | 15      |
| سامبدوريا          | 1993–94       | الدوري الإيطالي          | 30        | 12      | 7             | 0             | —         | —       | 37        | 12      |
| سامبدوريا          | 1994–95       | الدوري الإيطالي          | 31        | 9       | 3             | 1             | 4         | 2       | 38        | 12      |
| سامبدوريا          | 1995–96       | الدوري الإيطالي          | 26        | 11      | 2             | 1             | —         | —       | 28        | 12      |
| سامبدوريا          | 1996–97       | الدوري الإيطالي          | 33        | 15      | 2             | 0             | —         | —       | 35        | 15      |
| سامبدوريا          | المجموع       | المجموع                  | 424       | 132     | 101           | 27            | 19        | 12      | 566       | 168     |
| لاتسيو             | 1997–98       | الدوري الإيطالي          | 34        | 5       | 8             | 1             | 10        | 3       | 52        | 9       |
| لاتسيو             | 1998–99       | الدوري الإيطالي          | 33        | 10      | 7             | 2             | 7         | 0       | 47        | 12      |
| لاتسيو             | 1999–2000     | الدوري الإيطالي          | 20        | 0       | 7             | 3             | 10        | 0       | 37        | 3       |
| لاتسيو             | المجموع       | المجموع                  | 87        | 15      | 22            | 6             | 27        | 3       | 136       | 24      |
| ليستر سيتي (إعارة) | 2000–01       | الدوري الإنجليزي الممتاز | 4         | 0       | 1             | 0             | —         | —       | 5         | 0       |
| إجمالي المهنة      | إجمالي المهنة | إجمالي المهنة            | 545       | 156     | 125           | 33            | 46        | 15      | 738       | 201     |

### دولي
| المنتخب الوطني | سنة     | التطبيقات | الأهداف |
| -------------- | ------- | --------- | ------- |
| إيطاليا        | 1984    | 2         | 0       |
| إيطاليا        | 1986    | 1         | 0       |
| إيطاليا        | 1987    | 6         | 0       |
| إيطاليا        | 1988    | 9         | 1       |
| إيطاليا        | 1989    | 1         | 0       |
| إيطاليا        | 1990    | 3         | 0       |
| إيطاليا        | 1991    | 6         | 0       |
| إيطاليا        | 1992    | 1         | 0       |
| إيطاليا        | 1993    | 6         | 3       |
| إيطاليا        | 1994    | 1         | 0       |
| المجموع        | المجموع | 36        | 4       |

قائمة النتائج والأهداف لإيطاليا أولاً، ويشير عمود النتيجة إلى النتيجة بعد كل هدف سجله مانشيني.
| لا. | تاريخ          | مكان                                          | الخصم   | نتيجة | نتيجة | مسابقة                            |
| --- | -------------- | --------------------------------------------- | ------- | ----- | ----- | --------------------------------- |
| 1   | 10 يونيو 1988  | ملعب راينشتاديون ، دوسلدورف ، ألمانيا الغربية | ألمانيا | 1–0   | 1-1   | بطولة أمم أوروبا لكرة القدم 1988  |
| 2   | 24 مارس 1993   | ملعب رينزو باربيرا ، باليرمو ، إيطاليا        | مالطا   | 4–0   | 6-1   | تصفيات كأس العالم لكرة القدم 1994 |
| 3   | 24 مارس 1993   | ملعب رينزو باربيرا ، باليرمو ، إيطاليا        | مالطا   | 6-1   | 6-1   | تصفيات كأس العالم لكرة القدم 1994 |
| 4   | 22 سبتمبر 1993 | ملعب قدريورو ، تالين ، إستونيا                | إستونيا | 2-0   | 3–0   | تصفيات كأس العالم لكرة القدم 1994 |

### التدريب
|                          | من             | ل              | سِجِلّ | سِجِلّ | سِجِلّ | سِجِلّ | سِجِلّ    | سِجِلّ   | سِجِلّ    | سِجِلّ   |
| ج                        | من             | ل              | و   | د   | ل   | GF  | جورجيا | جي دي | يفوز ٪ |       |
| ------------------------ | -------------- | -------------- | --- | --- | --- | --- | ------ | ----- | ------ | ----- |
| فيورنتينا                | 26 فبراير 2001 | 14 يناير 2002  | 43  | 12  | 9   | 22  | 49     | 74    | -25    | 27.91 |
| لاتسيو                   | 9 مايو 2002    | 14 يونيو 2004  | 102 | 49  | 32  | 21  | 160    | 102   | +58    | 48.04 |
| إنتر ميلان               | 7 يوليو 2004   | 29 مايو 2008   | 226 | 140 | 60  | 26  | 404    | 189   | +215   | 61.95 |
| مانشستر سيتي             | 19 ديسمبر 2009 | 13 مايو 2013   | 191 | 113 | 38  | 40  | 361    | 176   | +185   | 59.16 |
| غلطة سراي                | 30 سبتمبر 2013 | 11 يونيو 2014  | 46  | 24  | 13  | 9   | 82     | 47    | +35    | 52.17 |
| إنتر ميلان               | 14 نوفمبر 2014 | 8 أغسطس 2016   | 77  | 36  | 18  | 23  | 110    | 85    | +25    | 46.75 |
| زينيت سانت بطرسبرغ       | 1 يونيو 2017   | 13 مايو 2018   | 45  | 22  | 13  | 10  | 74     | 35    | +39    | 48.89 |
| إيطاليا                  | 15 مايو 2018   | 13 أغسطس 2023  | 61  | 37  | 15  | 9   | 123    | 45    | +78    | 60.66 |
| المملكة العربية السعودية | 27 أغسطس 2023  | 24 أكتوبر 2024 | 20  | 8   | 7   | 5   | 25     | 17    | +8     | 40.00 |
| المجموع                  | المجموع        | المجموع        | 811 | 441 | 205 | 165 | 1,388  | 770   | +618   | 54.38 |

## الإنجازات والألقاب

### لاعب
سامبدوريا
- الدوري الإيطالي : 1990–91
- كأس إيطاليا : 1984–85 ، 1987–88 ، 1988–89 ، 1993–94
- كأس السوبر الإيطالي : 1991
- كأس الكؤوس الأوروبية : 1989–90
- وصيف كأس أوروبا : 1991–92

لاتسيو
- الدوري الإيطالي الدرجة الأولى: 1999–2000
- كأس إيطاليا: 1997–98 ، 1999–2000
- كأس السوبر الإيطالي: 1998
- كأس أبطال الكؤوس الأوروبية : 1998–99
- كأس السوبر الأوروبي : 1999

إيطاليا
- المركز الثالث في كأس العالم لكرة القدم : 1990
- المركز الثالث في بطولة أمم أوروبا لكرة القدم : 1988
- بطولة سكانيا 100 : 1991

فردي
- غيرين دورو : 1987–88 ، 1990–91
- أفضل لاعب في الدوري الإيطالي لكرة القدم لهذا العام : 1996–97
- أفضل لاعب كرة قدم إيطالي في الدوري الإيطالي الدرجة الأولى : 1996–97
- القدم الذهبية : 2017، أسطورة كرة القدم

### مدرب
فيورنتينا
- كأس إيطاليا: 2000–01

لاتسيو
- كأس إيطاليا: 2003–04

إنتر ميلان
- الدوري الإيطالي: 2005–06 ، 2006–07 ، 2007–08
- كأس إيطاليا: 2004–05 ، 2005–06
- كأس السوبر الإيطالي: 2005 ، 2006

مانشستر سيتي
- الدوري الإنجليزي الممتاز : 2011–12
- كأس الاتحاد الإنجليزي : 2010–11
- درع الاتحاد الإنجليزي لكرة القدم : 2012

غلطة سراي
- كأس تركيا : 2013–14

إيطاليا
- بطولة أمم أوروبا لكرة القدم : 2020
- دوري الأمم الأوروبية المركز الثالث: 2020–21 ، 2022–23

فردي
- بانتشينا دورو : 2007–08
- مدرب الشهر في الدوري الإنجليزي الممتاز : ديسمبر 2010 ، أكتوبر 2011
- قاعة مشاهير كرة القدم الإيطالية : 2015
- جائزة إنزو بيرزوت : 2019
- أفضل رياضي إيطالي للعام : 2019
- أفضل مدرب وطني في العالم حسب الاتحاد الدولي لتاريخ وإحصاءات كرة القدم : 2021
- أفضل مدرب في العام من جلوب سوكر : 2021
- أفضل مدير كرة قدم للرجال في العالم 2021

### الأوسمة
- الدرجة الخامسة / الفارس: فارس أوردين آل ميريتو ديلا ريبوبليكا إيطاليانا: 1991
- الدرجة الثانية / ضابط كبير: وسام الاستحقاق من رتبة ضابط كبير للجمهورية الإيطالية: 2021

## روابط خارجية
- روبرتو مانشيني على موقع الاتحاد الدولي (مؤرشف)  (الإنجليزية)
- روبرتو مانشيني على موقع الاتحاد الأوربي (الإنجليزية)
- روبرتو مانشيني على موقع قاعدة بيانات كرة القدم.إي يو (الإنجليزية)
- روبرتو مانشيني على موقع بيانات كرة القدم. دي إي (الألمانية)
- روبرتو مانشيني على موقع ليكيب (الفرنسية)
- روبرتو مانشيني على موقع ناشيونال فوتبول تيمز (الإنجليزية)
- روبرتو مانشيني على موقع Soccerbase.com (لاعب) (الإنجليزية)
- روبرتو مانشيني على موقع Soccerbase.com (مدرب) (الإنجليزية)
- روبرتو مانشيني على موقع عالم كرة القدم.نت (الإنجليزية)
- روبرتو مانشيني على موقع كووورة